# Cine-i acolo?
Cine-i acolo? (titlu original Who Goes There?) este o nuvelă științifico-fantastică scrisă de John W. Campbell, Jr. sub pseudonimul Don A. Stuart și publicată în august 1938 în revista Astounding Stories. 
Povestirea Cine-i acolo? a apărut în Anticipația CPSF, nr. 481-482.

## Vezi și
- Listă de povestiri după care s-au făcut filme
- Creatura din altă lume, film din 1951
- Creatura (film din 1982)
- Creatura (film din 2011)